# Liberté pour les ours !
 (juin 2024).
Si vous disposez d'ouvrages ou d'articles de référence ou si vous connaissez des sites web de qualité traitant du thème abordé ici, merci de compléter l'article en donnant les références utiles à sa vérifiabilité et en les liant à la section « Notes et références ».
Liberté pour les ours ! (titre original : Setting Free the Bears) est un roman de l'écrivain américain John Irving publié en 1968 par Random House.

## Résumé
L'histoire se passe à Vienne juste après la Seconde Guerre mondiale. Deux jeunes hommes partent pour un voyage à moto à travers l'Autriche. Le sujet central du roman est un plan pour libérer les animaux du zoo de Vienne.
Le manuscrit original a été soumis comme mémoire de maîtrise à l'université de l'Iowa en 1967, et a été plus tard révisé et augmenté jusqu'à la version publiée.

## Réception critique
Liberté pour les ours ! a été largement critiqué pour son manque de cohérence et sa naïveté. Toutefois, on y retrouve déjà les caractéristiques qui feront d'Irving l'un des auteurs américains les plus couronnés de succès de notre époque : un style de narration proche de celui de Dickens, une inclination pour les scénarios excentriques, pour la violence inattendue et une tendance à inclure des détails autobiographiques à peine déguisés dans ses œuvres.